# Ян II Освенцимский
Ян II Освенцимский (пол. Jan II oświęcimski; (около 1330—1375/1376) — князь освенцимский (1372—1375/1376), единственный сын князя освенцимского Яна I Схоластика от первого брака. Имя и происхождение его матери неизвестны. Представитель Силезской линии Пястов.

## Биография
В 1372 году после смерти своего отца, князя освенцимского Яна Схоластика, Ян II унаследовал Освенцимское княжество. Это было подтверждено его сюзереном, королём Чехии Вацлавом IV 9 октября 1372 года. Но князь Ян Освенцимский вынужден был подписать документ, по которому в случае отсутствия у него мужского потомства наследником Освенцимского княжества становился его родственник, цешинский князь Пшемыслав I Носак. При этом был проигнорирован тот факт, что у Яна уже был сын с тем же именем. Возможно, так же как в случае Яна I, будущий Ян III с детства был предназначен для церковной карьеры.
В течение своего правления Ян Освенцимский испытывал значительные финансовые трудности, поскольку должен был выплачивать сумму, незаконно полученную его отцом после оставления должности схоластика краковского.
О правлении Яна II Освенцимского мало что известно. Последний документ, в котором он упоминается, датирован 1 июня 1375 года. Его жена была упомянута как вдова в документе его тестя, князя Людвика I Справедливого, от 8 сентября 1376 года. Как и все освенцимские князья, он был похоронен в костёле доминиканцев в Освенциме.

## Семья
В 1364/1366 году ещё при жизни отца князь Ян Освенцимский женился на Ядвиге Бжегской (1344/1351 — 1386/1396), третьей дочери Людвика I, князя Бжегского (1313/1321 — 1398) и Агнессы Жаганьской (1312/1321 — 1362). Дети:
- Ян III (1366/1376 — 1405), князь освенцимский;
- Анна (1366/1376 — 1440), 1-й муж до 1397 года Пута из Частоловиц (ум. 1402/1403), 2-й муж до 1412 года князь Александр;
- Катаржина (1366/1376 — после 1403).